# Tingo María
Tingo María è una città del Perù, situato nella regione di Huánuco, capoluogo della provincia di Leoncio Prado.

## Curiosità
Tingo Maria è un sito citato diverse volte dal noto scrittore peruviano Mario Vargas Llosa nel suo autobiografico La zia Julia e lo scribacchino, successo editoriale del 1977, in cui si parla dello "Stregone di Tingo Maria che viveva vicino alla Grotta delle Tacchine, in concubinato con tre indigene di Huánuco (città)" (Torino, Giulio Einaudi Editore, 1994, pag.135).